# جوديث نيومان
جوديث نيومان (بالإنجليزية: Judith Newman)‏ هي صحفية أمريكية، ولدت في 28 مارس 1961.

## وصلات خارجية
- الموقع الرسمي